# Lazar Marković
Lazar Marković - em sérvio, Лазар Марковић (Čačak, 2 de março de 1994) é um futebolista sérvio que joga como meia no Gaziantep.

## Carreira

### Partizan de Belgrado
Depois de jogar pelos juvenis no Borac Cacak, Marković inscreveu-se, em 2006 e com 12 anos, nas camadas jovens de formação do Partizan. 
Estreou-se como futebolista profissional a 29 de maio de 2011, lançado pelo treinador Joseph Kizito num jogo frente ao Sloboda Užice.  
Em 11 de julho de 2011, assinou o seu primeiro contrato profissional com Partizan relativos a cinco anos. 
Foi nomeado para "Melhor Jogador do Ano" do Partizan e consagrado um dos melhores jogadores do campeonato nacional sérvio.

### Sport Lisboa e Benfica
Apesar do enorme interesse do clube inglês Chelsea, no início da época de 2013/2014, o Benfica contrata Marković por 6.25 milhões de euros, montante relativo a 50% do passe. O seu contrato é válido por 5 temporadas. Sulejmani, Djuricic e Fejsa são os colegas sérvios que também estão ao serviço do Benfica, embora o ex-jogador Matic tenha sido importante na transferência de Marković para Benfica, destacando a grande massa adepta do clube da Luz que encantou desde logo o jogador.  
"Eu sei que posso crescer e ter sucesso no Benfica. Quero jogar na Liga dos Campeões e ganhar muitos títulos" expressou o sérvio em declarações à BenficaTV.
Os seus primeiros momentos de destaque surgiram na 2ª e 3ª jornada da Liga Portuguesa: Benfica - Gil Vicente e Sporting - Benfica respetivamente. No jogo contra o Gil Vicente deu asas a uma reviravolta nos 3 minutos finais, marcando o primeiro golo. No jogo Sporting 1 - 1 Benfica, marcou o golo do empate num momento que fica marcado por uma jogada individual que mostra todo o seu potencial. O seu último grande momento surgiu no jogo contra o Vitória de Guimarães, na qual faz um golo de chapéu que correu mundo.
O jogador do Benfica, foi considerado, em Abril de 2014, pela Gazzetta Dello Sport, uma das 30 maiores promessas do futebol.
No dia 20 de abril de 2014 sagra-se campeão nacional pelo Benfica, após o jogo Benfica - Olhanense que visou a vitória do clube da casa por 2-0 (golos de Lima). Nesse mesmo jogo, Marković entrou na segunda parte do jogo, para substituir o lesionado Toto Salvio.
A cumprir a primeira época de águia ao peito, Lazar Marković mostrou-se incrédulo com a dimensão dos festejos do 33.º título de campeão nacional do Benfica.
"Já me tinham falado do tamanho do Benfica, mas confesso que nunca imaginei que tudo isto fosse assim tão grande. Estou muito feliz! Agradeço aos adeptos e a todos os que me ajudaram na adaptação ao clube. Sonho com tudo isto desde criança e conseguir um título logo no primeiro ano é maravilhoso", comemorou o atacante sérvio. 
Assim, Lazar Marković é campeão da liga que disputa pela 3ª vez consecutiva, tendo ganho em 2011/12 e 2012/2013 o título no Partizan e, actualmente, em 2013/14, o título ao serviço do Sport Lisboa e Benfica, clube da qual espera ganhar muitos mais títulos. Clubes como Chelsea e Liverpool já mostraram interesse no sérvio de 20 anos.

### Liverpool
Em 15 de julho de 2014 Marković foi apresentado pelo Liverpool, com contrato até o fim de 2019.

### Gaziantep
Em 20 de julho de 2022, Marković assinou um contrato de duas temporadas com o Gaziantep.

### Carreira internacional
Em Outubro de 2009, Marković foi chamado pela primeira vez para a seleção da Sérvia sub-17 na fase de qualificação para o Campeonato da Europa de 2010, fazendo parte da mesma equipa na participação no Campeonato da Europa de 2011.
Logo depois, fruto do seu desempenho, sobe o escalão de sub-19 e é convidado para a seleção sub-21 da Sérvia para a qualificação disputada para o Campeonato da Europa de 2013, fazendo a sua estreia contra a Dinamarca a 11 de Outubro de 2011.
A 24 de fevereiro de 2012, foi convocado para a equipa sénior sérvio pela primeira vez, com apenas 17 anos, nos particulares com a Arménia e Chipre. Estreou-se como titular contra a Arménia em 28 de Fevereiro de 2012, curiosamente a três dias antes de fazer 18 anos. Marcou seu primeiro golo internacional pela Sérvia no jogo contra o Chile e é regular a sua chamada à seleção.

## Títulos

### Clube
Partizan
- Campeonato Sérvio: 2011–12, 2012–13

Benfica
- Campeonato Português: 2013–14
- Taça de Portugal: 2013–14
- Taça da Liga: 2013–14

### Individual
- Time do ano do Campeonato Sérvio: 2011–12, 2012–13
- Melhor jogador da Liga Zon Sagres: mês de Janeiro 2013-14
- Melhor jogador da Liga Zon Sagres: mês de Fevereiro 2013-14